# Tantillita
Tantillita — рід змій родини полозових (Colubridae). Представники цього роду мешкають в Мексиці і Центральній Америці.

## Види
Рід Tantillita нараховує 3 види:
- Tantillita brevissima (Taylor, 1937)
- Tantillita canula (Cope, 1876)
- Tantillita lintoni (H.M. Smith, 1940)